# Apache (missile)
L'Apache è un missile da crociera antipista subsonico aviolanciato, di origine francese, commercializzato dal consorzio europeo MBDA.

## Caratteristiche
L'Apache è la base da cui si è partiti per la realizzazione dello Storm Shadow, aerodinamicamente i due missili infatti sono molto simili.
Dal punto di vista tecnico le differenze sono più evidenti, l'Apache per assolvere al suo ruolo antipista ha una testata composta da 10 submunizioni Kriss da 50 kg, tali submunizioni vengono disperse uniformemente dal missile sulla pista rendendola inutilizzabile, l'Apache risulta chiaramente efficace anche contro normali arterie di comunicazione aventi importanza strategica come le autostrade.
Anche il sistema di guida differisce in parte dallo Storm Shadow, rimane molto sofisticato, basato su sistemi INS, GPS, TERPROM e su un radar millimetrico Prométhée.

## La submunizione Kriss
Le submunizioni Kriss si possono considerare delle vere e proprie armi a sé stanti. Una volta che l'Apache le ha rilasciate queste si dirigono verso terra tramite un piccolo paracadute, ad una certa quota un motore a razzo Bayern-Chemie Protac le accelera fino ad una velocità di 400 metri al secondo facendole penetrare nel terreno. Una spoletta ritardata le fa successivamente esplodere riempiendo la pista di grossi crateri.

## Storia
La Francia ha ricevuto 100 Apache tra il 2001 e il 2004.